# Tramell Tillman
Tramell Tillman (17 de junio de 1985) es un actor estadounidense. Es conocido por su papel de Seth Milchick en la serie de Apple TV+ Severance (2022-presente).

## Biografía
Tillman creció en Largo, Maryland, en el área metropolitana de Washington, y tiene cinco hermanos mayores.  Después de graduarse de la Escuela Secundaria Eleanor Roosevelt en 2003,  se inscribió en la Universidad Xavier de Luisiana como estudiante de premedicina. Sin embargo, no le gustaba el trabajo del curso.  En 2005, después de que el huracán Katrina azotara Nueva Orleans, se trasladó a la Universidad Estatal de Jackson,  donde cambió su especialidad. 
Tillman se graduó de Jackson State  con una licenciatura en Ciencias en Comunicaciones de Masas en 2008, summa cum laude, y una maestría en Bellas Artes de la Universidad de Tennessee en 2014, y fue el primer hombre afroamericano en graduarse de ese programa. 
Tillman le da crédito a su madre por inspirarlo a dedicarse a la actuación para superar su timidez.

## Filmografía

### Película
| Año  | Título                             | Rol              | Notas          |
| ---- | ---------------------------------- | ---------------- | -------------- |
| 2024 | Sweethearts                        | Entrenador Reese |                |
| 2025 | Misión: Imposible: Sentencia final |                  | Postproducción |

### Televisión
| Año           | Título              | Rol               | Notas        |
| ------------- | ------------------- | ----------------- | ------------ |
| 2015          | Difficult People    | Buen samaritano   | 1 episodio   |
| 2018          | Dietland            | Steven            | 10 episodios |
| 2019          | Elementary          | Detective Ocasio  | 1 episodio   |
| 2019          | Godfather of Harlem | Bobby Robinson    | 6 episodios  |
| 2020          | Hunters             | Detective Sommers | 2 episodios  |
| 2022-presente | Severance           | Seth Milchick     | Principal    |

### Teatro
| Año  | Título            | Rol                          | Teatro                    | Notas             |
| ---- | ----------------- | ---------------------------- | ------------------------- | ----------------- |
| 2018 | Carmen Jones      | Sargento Brown               | Classic Stage Company     | Fuera de Broadway |
| 2019 | The Great Society | Bob Moses, varios personajes | Teatro del Lincoln Center | Broadway          |
| 2022 | Good Night, Oscar | Alvin Finney                 | Teatro Goodman            | Chicago           |
| 2024 | Shit. Meet. Fan.  | Logan                        | Teatro MCC                | Fuera de Broadway |